# Bateria do Moura
A Bateria do Moura localizava-se na cidade e estado do Rio de Janeiro, no Brasil.

## História
Esta estrutura encontra-se relacionada por SOUZA (1885), sem maiores detalhes, entre as baterias diversas outrora existentes para a defesa da cidade do Rio de Janeiro (op. cit., p. 111).
É possível tratar-se de obra defensiva existente no Quartel do [Regimento de] Moura, nos limites da cidade oitocentista (ver Muralha da Rua da Vala).